# Дружко Сергій Євгенович
Сергій Євгенович Дружко (нар. 3 листопада 1968, Уральськ, Казахська РСР, СРСР) — російський актор, телеведучий, співак, музикант, режисер телебачення, відеоблогер. Ведучий каналу «Druzhko Show» на YouTube.

## Біографія
Народився 3 листопада 1968, в місті Уральську.
У 1990 році закінчив  Ленінградський державний інститут театру, музики і кінематографії (ЛГИТМіК), грав головні ролі в навчальному театрі «На Мохової».
Після закінчення інституту більше року прожив в Англії.
Після повернення в Росію працював діджеєм на радіостанції, референтом начальника судово-медичної служби з міжнародних питань, організатором гастролей театральних колективів, організатором і керівником брендових торгових мереж. Записав кілька музичних дисків, виступав із сольними бардівськими програмами.
У 2003 році переїхав до Москви, де закінчив ВДІК за фахом «кінорежисер». З 2005 по 2008 рік був одним з авторів і ведучим програми «Нез'ясовно, але факт» на телеканалі ТНТ, в якій отримував повідомлення про зіткнення з різними містичними аномаліями, а потім проводив розслідування за їх матеріалами . Також співпрацював з каналом «Рен-ТВ», був ведучим програми «Фантастичні історії».
Через 8 років після закриття програми «Неймовірні історії кохання» Дружко здобув популярність в інтернеті. У 2016 році в соціальній мережі «ВКонтакте» стала набирати популярність спільнота, що публікувала короткі ролики, вирізані з передачі, в яких актор вимовляє «фрази на всі випадки життя». У листопаді 2016 року як демонстрацію роботи алгоритму, який допомагає групувати пости «ВКонтакте» в стрічці користувачів за схожими темами, співробітники «ВКонтакте» створили бот, який відповідає на повідомлення користувачів за допомогою роликів за участю Дружко.
23 квітня 2017 року Сергій Дружко опублікував на YouTube перший випуск «Дружко Шоу». Ролик швидко набув вірусну популярність — за тиждень зібрав 7 млн переглядів, і близько 1 млн користувачів підписалися на канал. У шоу актор пародіює самого себе, спеціально серйозно і по-дилетантськи розповідає про смішне в інтернеті, а також намагається всюди розгледіти змову і містику.
Одружений, дружина — актриса Ольга Чурсіна; має двох синів — Євгена і Платона.

## Громадянська позиція
У травні 2017 року виклав на своїй сторінці в соціальній мережі «ВКонтакті» пісню під назвою «Наш Крим». Пізніше в інтерв'ю російському ресурсу Life.ru Дружко пояснив, що пісню написав його товариш Денис Наан і їй вже 5-6 років. У зв'язку з недопуском російської учасниці Юлії Самойлової на Євробачення-2017, Дружко назвав цю пісню «відповіддю Джамалі». У липні 2017 року потрапив до «чорного списку» сайту «Миротворець» за відкриту підтримку російської агресії в Україні. 
У 2023 році назвав росіян та українців одним народом та прирівняв російське вторгнення в Україну із виправданим походом московського князя на київського.

## Творчість

### Фільмографія
| Рік  |   | Назва                                       | Роль                                   |    |
| ---- | - | ------------------------------------------- | -------------------------------------- | -- |
| 1992 | ф | Дитя                                        | епізод                                 | ру |
| 1992 | ф | Третій дубль                                | Гена                                   | ру |
| 1999 | с | Вулиці розбитих ліхтарів 2. Смерть на пляжі | метрдотель                             | ру |
| 2000 | с | Вбивча сила-1. Рикошет                      | епізод                                 | ру |
| 2003 | ф | Вогнеборці                                  |                                        | ру |
| 2003 | с | Таємниці слідства-3. Паперова робота        | епізод                                 | ру |
| 2006 | с | Російський переклад                         | Геннадій Іващенко                      | ру |
| 2006 | с | Виклик (телесеріал)                         | міліціонер; спеціаліст по антикваріату | ру |
| 2013 | ф | Прокурорська первірка                       | "слідчий Тітов"                        | ру |
| 2013 | ф | Романови                                    | Микола I (російський імператор)        | ру |

### Інтернет
- 2017 — «Druzhko Show» [Архівовано 27 червня 2017 у Wayback Machine.]

### Дискографія
- Багато різних доріг (2002)